# Colosteus
Colosteus (лат.) — вымерший род тетрапод семейства Colosteidae из позднего карбона (верхневестфальского яруса) штата Огайо. Ископаемые остатки были найдены на стоянке Линтон в городке Салин, штат Огайо, где он является одним из наиболее распространённых четвероногих, и на участке Файв-Пойнтс в округе Махонинг, штат Огайо. Это была удлиненное водное животное с уплощённой и заострённой головой, сильно редуцированными конечностями, двумя предчелюстными зубами и массивными чешуйками. Достигал в длину около 1 м.
Первоначально описан Джоном Стронгом Ньюберри в 1856 году как новый вид палеонискообразных рыб рода Pygopterus. В 1869 году Эдвард Дринкер Коп выделил новый «лягушачий» род Colosteus  с видами C. crassicutatus, C. foveatus и C. marshii, основываясь на материале из Линтона, который ему предоставил Ньюберри. Позже Коп понял, что голотип Colosteus crassicutatus был также голотипом описанного ранее Ньюберри Pygopterus scutellatus, и объединил их под названием Colosteus scutellatus. Позже было установлено, что Colosteus foveatus является младшим синонимом Isodectes obtusus, а Colosteus marshii был выделен в отдельный род Ptyonius.